# Marthasville (Misuri)
Marthasville es una ciudad ubicada en el condado de Warren en el estado estadounidense de Misuri. En el Censo de 2010 tenía una población de 1136 habitantes y una densidad poblacional de 510,61 personas por km².

## Geografía
Marthasville se encuentra ubicada en las coordenadas 38°37′51″N 91°3′29″O / 38.63083, -91.05806. Según la Oficina del Censo de los Estados Unidos, Marthasville tiene una superficie total de 2.22 km², de la cual 2.21 km² corresponden a tierra firme y (0.58%) 0.01 km² es agua.

## Demografía
Según el censo de 2010, había 1136 personas residiendo en Marthasville. La densidad de población era de 510,61 hab./km². De los 1136 habitantes, Marthasville estaba compuesto por el 97.54% blancos, el 0.18% eran afroamericanos, el 0.26% eran amerindios, el 0.09% eran asiáticos, el 0% eran isleños del Pacífico, el 0.7% eran de otras razas y el 1.23% pertenecían a dos o más razas. Del total de la población el 1.85% eran hispanos o latinos de cualquier raza.